# 맷 리브스
매슈 조지 "맷" 리브스(영어: Matthew George "Matt" Reeves, 1966년 4월 27일 ~ )는 미국의 영화 감독, 영화 제작자, 각본가이다. 《클로버필드》, 《혹성탈출: 반격의 서막》을 감독했다.

## 어린 시절
리브스는 뉴욕주 로크빌센터에서 태어나 캘리포니아주 로스앤젤레스에서 자랐다. 여덟 살 때부터 영화를 만들기 시작했으며, 친구들의 연기를 감독하면서 와인드업 카메라로 직접 촬영했다. 열세 살이 되자 J.J. 에이브럼스를 만나 동갑 친구가 되었고, 함께 단편 영화를 제작하여 공공이용 텔레비전 케이블 채널인 Z 채널에 방영하기도 했다. 열다섯 살이 되었을 즈음에는 스티븐 스필버그 감독이 슈퍼 8mm 필름 테이프 운반 작업을 둘에게 맡기기도 했다.
리브스는 서던 캘리포니아 대학교에 입학했다. 그곳에서 리브스는 1991년~1992년 사이 <미스터 페트리파이드 포리스트> (Mr. Petrified Forest)란 이름의 학생영화를 제작해 상을 탔고, 이를 통해 에이전트로부터 계약을 따내기도 했다. 그는 대본 공동 집필에도 참여하였는데 이는 훗날 《언더시즈 2》의 각본이 된다. 대학생활을 마친 후에는 《졸업》을 공동 집필하여 전문 감독으로 데뷔하게 되었다.

## 경력
리브스와 에이브럼스는 TV 드라마 《펠리시티》를 공동 제작했고, 리브스는 드라마 에피소드 중 몇 개를 감독했다. 또 《호미사이드: 거리의 삶》 (Homicide: Life on the Street)이나 《릴레이티비티》(Relativity) 등의 TV 드라마에서 에피소드를 하나씩 총괄하기도 했다.
2008년 리브스는 괴수 영화 《클로버필드》를 감독했다. 에이브럼스가 제작을 맡은 이 영화는 2016년 리브스가 후속작을 제작해 2부작이 되었다.
2010년 리브스는 스웨덴 영화 《렛 미 인》 (2008)을 리메이크한 《렛 미 인》의 각본과 감독을 맡았다. 같은해 열린 2010년 샌디에이고 코믹콘 축제에 특별 게스트로 초대받아 나오기도 했다.
2012년 리브스는 유명 고전 드라마 <트와일라잇 존>을 원작으로 한 영화를 감독하겠다고 발표했다. 리브스는 원작과 연관된 하나의 메인 스토리가 영화에 담길 것이라고 밝혔다. 2013년 여름부터 제작에 들어갈 예정이었지만 <혹성탈출: 진화의 시작> (2011)의 후속작인 <혹성탈출: 반격의 서막> (2014) 제작으로 인해 프로젝트를 연기했다. 이후 세번째 후속작인 <혹성탈출: 종의 전쟁>의 감독을 맡아 2017년 7월 14일 미국 개봉을 목표로 두고 있다.

## 개인 정보
리브스는 애니메이터 출신인 메린다 왕과 결혼하여 아들을 하나 두고 있다.

## 필모그래피
- <Future Shock> (1993) (<Mr. Petrified Forest>의 일부) (각본, 감독)
- 《언더시즈 2》 (리처드 헤이텀과 공동) (1995) (공동각본)
- 《졸업》 (1996) (제이슨 케이팀스와 공동각본)
- 〈릴레이티비티〉 (1997) (TV)
- 〈호미사이드: 거리의 삶〉 (1997) (TV)
- 〈기드온의 크로싱〉 (2000) (TV)
- 〈펠리시티〉 (1998–2002) (J. J. 에이브럼스와 공동제작, TV)
- 《더 야드》 (제임스 그레이와 공동) (2000) (공동각본)
- 〈미라클〉 (2006) (TV)
- 〈컨빅션(영어판)〉 (2006) (TV)
- 《클로버필드》 (2008) (감독)
- 《렛 미 인》 (2010) (감독, 제작)
- 《혹성탈출: 반격의 서막》 (2014) (감독)
- 《클로버필드 10번지》 (2016) (총괄제작)
- 《혹성탈출: 종의 전쟁》 (2017) (감독, 공동제작)
- 《더 배트맨》 (2022) (감독, 공동제작)